# جون‌خارا (سلنگه)
جون‌خارا  (به زبان مغولی: Зүүнхараа хот، [Züünxaraa xot]؛ ᠵᠡᢉᠦᠨ ᠬᠠᠷᠠᠭ᠎ᠠ ᠬᠣᠲᠠ، [jegün qaraɣ-a qota]) شهری در استان سلنگه کشور مغولستان است که در سال ۱۹۹۷ میلادی دارای ۱۱٬۴۰۰ نفر جمعیت بوده و 
در سال ۲۰۰۸ با رشدی معادل +۱٫۱% (۳٬۶۰۰ نفر)، تعداد سکنه‌های آن به ۱۵٬۸۰۰ رسیده‌است.